# Metrolinie 5 (Montreal)
| Streckenlänge: | 9,7 km               |                                    |                                    |
| Spurweite: | 1435 mm (Normalspur) |                                    |                                    |
| Stromsystem: | 750 =                |                                    |                                    |
| |                      |                                    |                                    |
| \| \| \| Kehranlage \| \| \| \| \| Saint-Michel \| \| \| \| \| D’Iberville \| \| \| \| \| Fabre \| \| \| \| \| Jean-Talon \| \| \| \| \| De Castelnau \| \| \| \| \| Hauptwerkstätte Plateau d’Youville \| \| \| \| \| Parc (exo) \| \| \| \| \| Parc \| \| \| \| \| Acadie \| \| \| \| \| \| \| \| \| \| Outremont \| \| \| \| \| Édouard-Montpetit \| \| \| \| \| Mont-Royal-Tunnel \| \| \| \| \| Université-de-Montréal \| \| \| \| \| Côte-des-Neiges \| \| \| \| \| Snowdon \| \| \| \| \| zur Linie 2 \| \| \| \| \| Kehranlage \| \| |                      |                                    |                                    |
| |                      | Kehranlage                         |                                    |
| U-Bahn-Bahnhof (im Tunnel) |                      | Saint-Michel                       | Saint-Michel                       |
| U-Bahn-Bahnhof (im Tunnel) |                      | D’Iberville                        | D’Iberville                        |
| U-Bahn-Bahnhof (im Tunnel) |                      | Fabre                              | Fabre                              |
| U-Bahn-Turmbahnhof mit Tunnelstrecke (im Tunnel) |                      | Jean-Talon                         | Jean-Talon                         |
| U-Bahn-Bahnhof (im Tunnel) |                      | De Castelnau                       | De Castelnau                       |
| U-Bahn-Betriebs-/Güterbahnhof Streckenanfang und quer (im Tunnel) · U-Bahn-Abzweig geradeaus, nach rechts und von rechts (im Tunnel) |                      | Hauptwerkstätte Plateau d’Youville | Hauptwerkstätte Plateau d’Youville |
| Bahnhof quer · U-Bahn-Kreuzung (im Tunnel) |                      | Parc (exo)                         | Parc (exo)                         |
| U-Bahn-Bahnhof (im Tunnel) |                      | Parc                               | Parc                               |
| U-Bahn-Bahnhof (im Tunnel) |                      | Acadie                             | Acadie                             |
| U-Bahn-Kreuzung (im Tunnel) |                      |                                    |                                    |
| U-Bahn-Bahnhof (im Tunnel) |                      | Outremont                          | Outremont                          |
| U-Bahn-Bahnhof (im Tunnel) |                      | Édouard-Montpetit                  | Édouard-Montpetit                  |
| U-Bahn-Kreuzung mit Tunnelstrecke (im Tunnel) |                      | Mont-Royal-Tunnel                  | Mont-Royal-Tunnel                  |
| U-Bahn-Bahnhof (im Tunnel) |                      | Université-de-Montréal             | Université-de-Montréal             |
| U-Bahn-Bahnhof (im Tunnel) |                      | Côte-des-Neiges                    | Côte-des-Neiges                    |
| U-Bahn-Turmbahnhof mit Tunnelstrecke (im Tunnel) |                      | Snowdon                            | Snowdon                            |
| U-Bahn-Abzweig geradeaus und von links (im Tunnel) |                      | zur Linie 2                        | zur Linie 2                        |
| |                      | Kehranlage                         |                                    |

Die Linie 5, auch „Blaue Linie“ (französisch Ligne bleue) genannt, ist eine von vier U-Bahn-Linien der Metro Montreal. Sie ist 9,7 km lang und zählt zwölf Stationen. In Betrieb genommen wurde sie etappenweise in den Jahren 1986 bis 1988.
Diese Linie ist die einzige, die nicht das Stadtzentrum Montreals berührt. Sie verläuft überwiegend in Nordost-Südwest-Richtung an der Rückseite des Hausbergs Mont Royal. Erschlossen werden dabei die Arrondissements Villeray–Saint-Michel–Parc-Extension, Outremont und Côte-des-Neiges–Notre-Dame-de-Grâce sowie das Gelände der Université de Montréal. Es bestehen Umsteigemöglichkeiten zur Linie 2 (Orange Linie) an den Stationen Jean-Talon und Snowdon.

## Geschichte
Beim Bau der Linie 2 erhielt die Station Snowdon im Jahr 1975 als Bauvorleistung eine zweite Bahnsteigebene, die mehr als ein Jahrzehnt ungenutzt blieb. 1979 fasste die Provinzregierung den Beschluss zum Bau der blauen Linie. Als erstes wurde am 16. Juni 1986 das Teilstück Saint-Michel – De Castelnau eröffnet. Es folgten die Abschnitte De Castelnau – Parc am 15. Juni 1987 und Parc – Snowdon am 4. Januar 1988. Die Eröffnung der Zwischenstation Acadie verzögerte sich um fast drei Monate und erfolgte schließlich am 28. März 1988. Weitere vorgesehene Verlängerungen an beiden Enden der Strecke unterblieben bisher aus finanziellen Gründen.

## Ausbauplanungen
Die Agence métropolitaine de transport (AMT) veröffentlichte im Dezember 2011 die Studie Vision 2020. Gemäß dieser soll die Linie 5 von Saint-Michel aus weiter in Richtung Nordosten in das Arrondissement Anjou geführt werden. Vorgesehen sind insgesamt fünf neue Stationen; die Endstation würde sich beim Einkaufszentrum Galeries d’Anjou befinden, in unmittelbarer Nähe eines Autobahnkreuzes.
Auf unbestimmte Zeit zurückgestellt wurde die Verlängerung der blauen Linie von Snowdon aus in Richtung Südwesten. Erschlossen würden dabei Côte-Saint-Luc, Montréal-Ouest, Lachine und der Flughafen Montréal-Trudeau. Für die Anbindung des Flughafens zieht die AMT in ihrer Vision 2020 mittlerweile einen Ausbau der Vorortseisenbahnlinie entlang dem Südufer der Île de Montréal in Betracht.
Bei der Station Édouard-Montpetit überquert die Metro den Mont-Royal-Tunnel. Planungen, die dort verlaufende AMT-Vorortsbahn mit der Metro zu verknüpfen, wurden nicht weiter verfolgt, da die Höhendifferenz zwischen den beiden Ebenen 50 Meter beträgt.